# How to Save a Life
How to Save a Life é o primeiro álbum de estúdio da banda norte-americana de rock The Fray. Lançado nos EUA e na Oceânia em 13 de setembro de 2005 pela Epic Records, o álbum entrou no top 15 da Billboard 200 vendendo 2 milhões de cópias nos Estados Unidos e se tornou o álbum mais baixado da internet em janeiro de 2007. Quatro singles foram lançados e dois deles perduraram no top 10 da Billboard Hot 100. "Over My Head (Cable Car)" chegou a n° 8, e também virou top 25 hit em vários outros países, e "How to Save a Life" se tornou um dos três top hits dos EUA naquele ano. O álbum foi gravado em seis semanas no Echo Park Studios em Bloomington, Indiana, e foi produzido por Aaron Johnson e Mike Flynn.
O álbum recebeu muitas criticas e em geral foram boas. As canções foram comparadas com grupos de rock alternativo britânicos como Coldplay e Keane. As revistas Rolling Stone, Blender e o site Allmusic deram ao álbum 3 de 5 estrelas.
Em meados de 2008, o álbum já havia vendido mais de 3,288,180 cópias mundo afora.

## Faixas
| CD  |                                  |         |  |
| N.º | Título                           | Duração |  |
| 1.  | "She Is"                         | 3:56    |  |
| 2.  | "Over My Head (Cable Car)"       | 3:58    |  |
| 3.  | "How to Save a Life"             | 4:23    |  |
| 4.  | "All at Once"                    | 3:47    |  |
| 5.  | "Fall Away"                      | 4:23    |  |
| 6.  | "Heaven Forbid"                  | 3:59    |  |
| 7.  | "Look After You"                 | 3:28    |  |
| 8.  | "Hundred"                        | 4:13    |  |
| 9.  | "Vienna"                         | 3:51    |  |
| 10. | "Dead Wrong"                     | 3:05    |  |
| 11. | "Little House"                   | 2:30    |  |
| 12. | "Trust Me"                       | 3:22    |  |
| 13. | "Unsaid" (Faixa bônus posterior) | 3:04    |  |

| CD bônus |                                                         |         |  |
| N.º      | Título                                                  | Duração |  |
| 1.       | "Over My Head (Cable Car)" (Ao vivo do Gothic)          |         |  |
| 2.       | "How to Save a Life" (Ao vivo para o MTV.com & VH1.com) |         |  |
| 3.       | "Look After You" (Ao vivo do Red Rocks)                 |         |  |
| 4.       | "Heaven Forbid" (Ao vivo do Red Rocks)                  |         |  |

| DVD bônus      |                                                   |         |  |
| N.º            | Título                                            | Duração |  |
| 1.             | "How to Save a Life" (making of)                  |         |  |
| 2.             | "On The Road '06" (documentário)                  |         |  |
| 3.             | "Over My Head (Cable Car)" (Video clipe)          |         |  |
| 4.             | "The Making of "Over My Head (Cable Car)" (Video) |         |  |
| Duração total: | Duração total:                                    | 45 min  |  |

## Pessoal
- Isaac Slade — vocal, Piano
- Joe King — Guitarra, Vocal em "Heaven Forbid"
- David Welsh — Guitarra
- Ben Wysocki — Bateria
- Aaron Johnson - Produção, Engenheiro de som
- Mike Flynn - Produção, trabalho artístico & de repertório
- James Masterton & Kevin Loyal - Assistente
- Tim Hoagland - Engenheiro de som
- Mark Endert & Alex "odd job" Uychocde - Mixagem
- Paul Mahern & Warren Huart - edição
- Warren Huart - Engenheiro de som
- Stephen Marcussen - Masterização
- Nathan Johnson - trabalho artístico
- Michelle Holme - direção de arte
- Zack Johnson - escrita
- Jason Ienner & Gregg Latterman - direção
- Jimmy Stofer - Baixo
- Rod Blackhurst - Diretor do documentário On the Road '06

## Paradas musicais
Álbum
| Ano  | Paradas                    | Posição       |
| ---- | -------------------------- | ------------- |
| 2006 | Austrália Albums Chart     | 1 Platina     |
| 2006 | Nova Zelândia Albums Chart | 2 Platina     |
| 2007 | UK Albums Chart            | 4 Platina     |
| 2007 | Irlanda Album Charts       | 4             |
| 2006 | Canadá Albums Chart        | 9 Platina     |
| 2006 | The Billboard 200          | 14 2× Platina |
| 2007 | Bélgica Albums Chart       | 47            |
| 2007 | Holanda Albums Chart       | 50            |
| 2007 | Suíça Albums Chart         | 57            |
| 2007 | Espanha Albums Chart       | 21            |
| 2007 | Itália Albums Chart        | 85            |
| 2007 | França Albums Chart        | 86            |

Singles
| Ano  | Single                     | Paradas                       | Posição |
| ---- | -------------------------- | ----------------------------- | ------- |
| 2005 | "Over My Head (Cable Car)" | Modern Rock Tracks            | 37      |
| 2006 | "Over My Head (Cable Car)" | Billboard Hot 100             | 8       |
| 2006 | "Over My Head (Cable Car)" | Pop 100                       | 8       |
| 2006 | "Over My Head (Cable Car)" | Adult Contemporary            | 16      |
| 2006 | "How to Save a Life"       | Billboard Hot 100             | 3       |
| 2006 | "How to Save a Life"       | Pop 100                       | 4       |
| 2006 | "How to Save a Life"       | Modern Rock Tracks            | 31      |
| 2006 | "How to Save a Life"       | Adult Top 40                  | 1       |
| 2006 | "How to Save a Life"       | Hot Adult Contemporary Tracks | 1       |
| 2007 | "Look After You"           | The Billboard Hot 100         | 59      |
| 2007 | "Look After You"           | Pop 100                       | 49      |
| 2007 | "Look After You"           | Adult Top 40                  | 12      |
| 2007 | "All at Once"              | Adult Top 40                  | 29      |